# Hall Basin
Hall Basin är en del av Nares Strait, mellan Grönland och Ellesmereön i Arktis. Havsområdet har fått sitt namn efter den amerikanske polarforskaren Charles Francis Hall.  Petermannglaciären mynnar ut här. 